# Elvin Ramírez
Elvin Ramírez Rodríguez (nacido el 10 de octubre de 1987 en San Cristóbal) es un lanzador dominicano de ligas menores que se encuentra en la organización de los Mets de Nueva York.
Ramírez fue firmado como agente libre internacional por los New York Mets . Fue seleccionado por los Nacionales de Washington en el draft de Regla 5 antes de la temporada 2011.  Fue colocado en la lista de lesionados de 60 comenzando la temporada. Regresó a los Mets el 18 de octubre.
Hizo su debut en la liga mayor el 6/3/2012 frente a los Cardinales de San Luis.